# Tanjungjaya (Tanjungjaya)
Tanjungjaya is een bestuurslaag in het regentschap Tasikmalaya van de provincie West-Java, Indonesië. Tanjungjaya telt 6553 inwoners (volkstelling 2010).